# Marina Tumas
Marina Tumas est une joueuse de volley-ball biélorusse née le 17 septembre 1984 à Minsk. Elle mesure 1,88 m et joue au poste d'attaquante. Elle totalise 69 sélections en équipe de Biélorussie.

## Clubs
| Club                        | De        | À         |
| --------------------------- | --------- | --------- |
| Atlant Baranovichi          | 2001-2002 | 2001-2002 |
| Kovrovschik Brest           | 2002-2003 | 2002-2003 |
| Yeşilyurt İstanbul          | 2003-2004 | 2003-2004 |
| Slavyanka Minsk             | 2004-2005 | 2005-2006 |
| Fenerbahçe İstanbul         | 2006-2007 | 2008-2009 |
| Azerrail Bakou              | 2009-2010 | 2009-2010 |
| İller Bankası Ankara        | 2010-2011 | 2012-2013 |
| Beşiktaş İstanbul           | 2013-2014 | 2013-2014 |
| Karşıyaka İzmir             | 2014-2015 | 2014-2015 |
| Beylikdüzü Voleybol İhtisas | 2016-2017 | 2016-2017 |
| Karayolları Spor Kulübü     | 2017-2018 | 2018-2019 |
| TED Ankara Kolejliler       | 2019-2020 | …         |

## Palmarès

### Clubs
- Championnat de Turquie
  - Vainqueur : 2009.
- Challenge Cup
  - Finaliste : 2014.

### Distinctions individuelles
- Championnat d'Europe féminin de volley-ball des moins de 18 ans 2001: Meilleure contreuse.